# Stora Stentjärnen, Västergötland
Stora Stentjärnen är en sjö i Göteborgs kommun i Västergötland och ingår i Göta älvs huvudavrinningsområde. Sjön är 12 meter djup, har en yta på 0,195 kvadratkilometer och befinner sig 107,6 meter över havet. Stora Stentjärnen ligger i Vättlefjäll Natura 2000-område.

## Delavrinningsområde
Stora Stentjärnen ingår i det delavrinningsområde (641563-127820) som SMHI kallar för Mynnar i Lärjeån. Medelhöjden är 109 meter över havet och ytan är 2,34 kvadratkilometer. Det finns inga avrinningsområden uppströms utan avrinningsområdet är högsta punkten. Vattendraget som avvattnar avrinningsområdet har biflödesordning 3, vilket innebär att vattnet flödar genom totalt 3 vattendrag innan det når havet efter 21 kilometer. Avrinningsområdet består mestadels av skog (55 %). Avrinningsområdet har 0,31 kvadratkilometer vattenytor vilket ger det en sjöprocent på 13,2 %. Bebyggelsen i området täcker en yta av 0,69 kvadratkilometer eller 30 % av avrinningsområdet.

## Bilder

Stora Stentjärnen
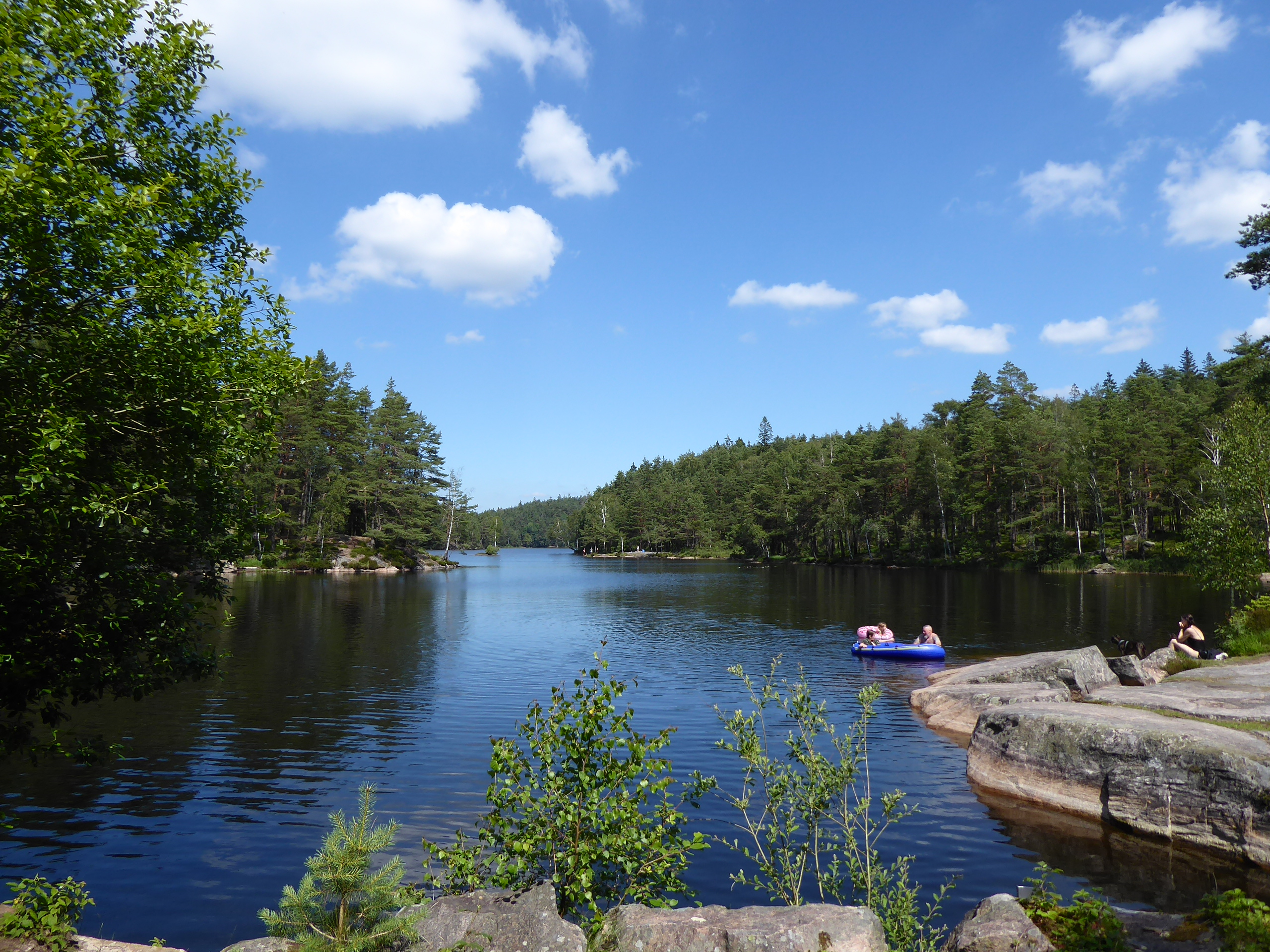
Stora Stentjärnen söderifrån i juni 2024.
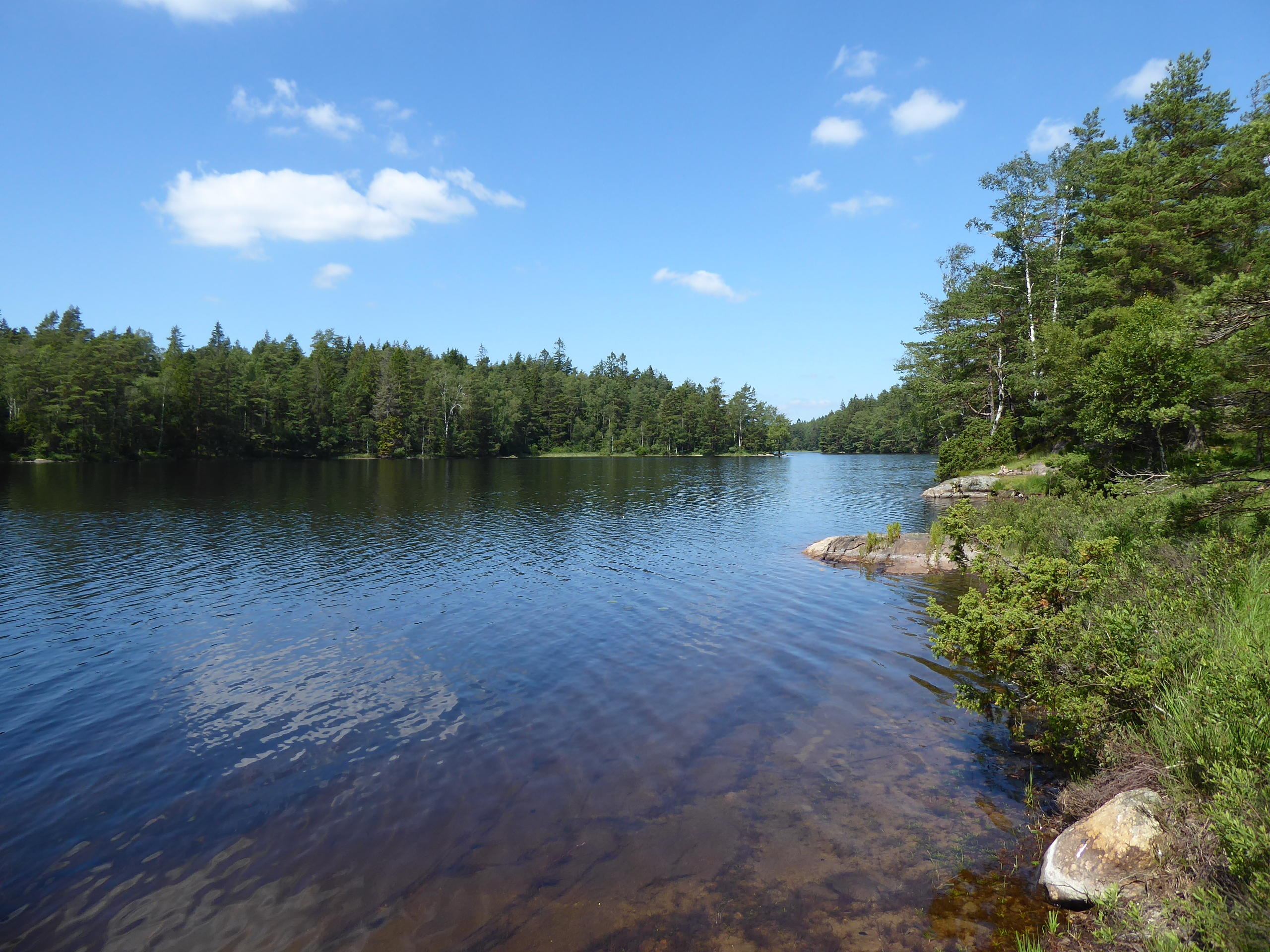
Stora Stentjärnens mittdel i juni 2024.
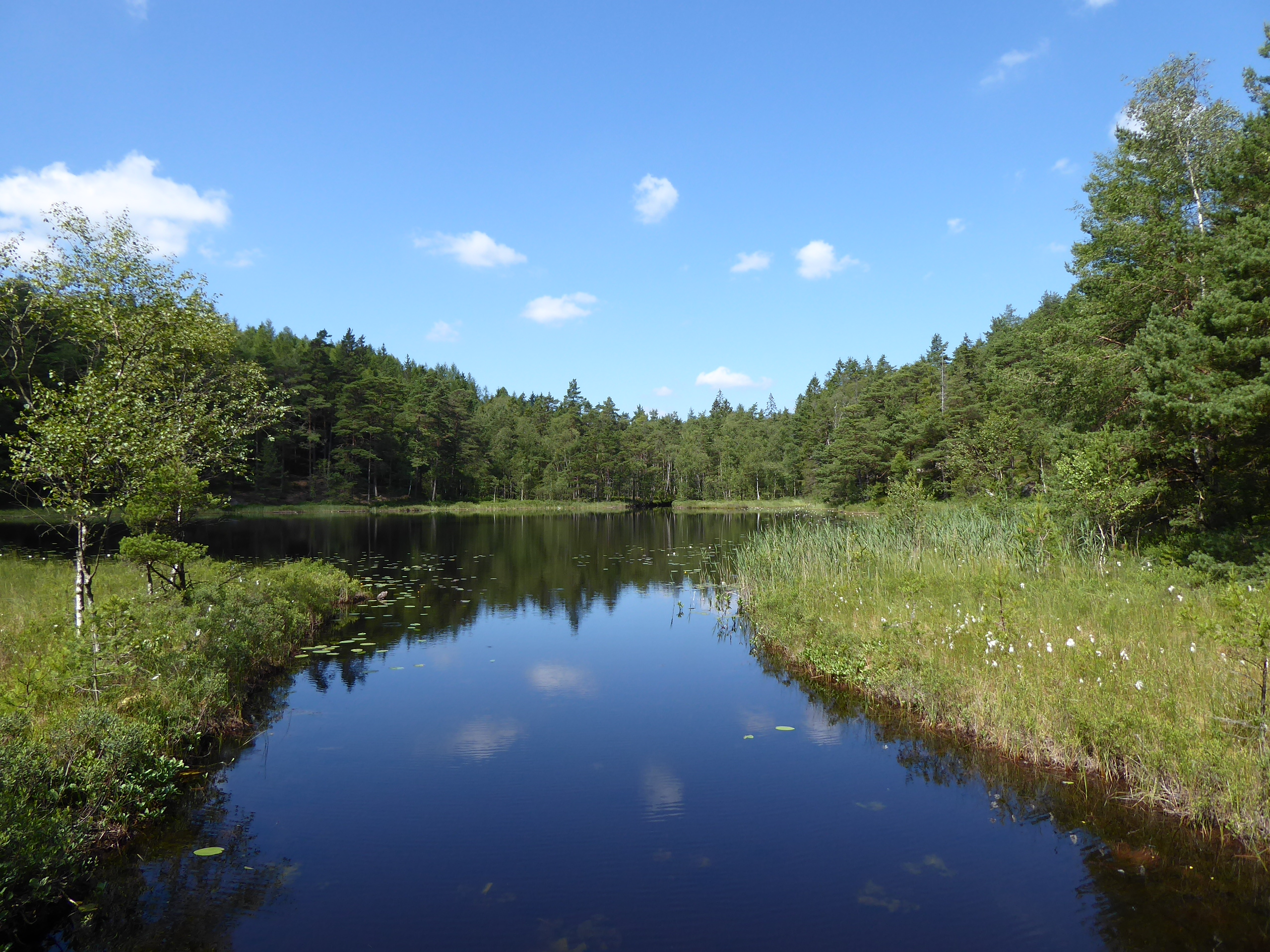
Stora Stentjärnens förbindelse med Gäddevatten i juni 2024.
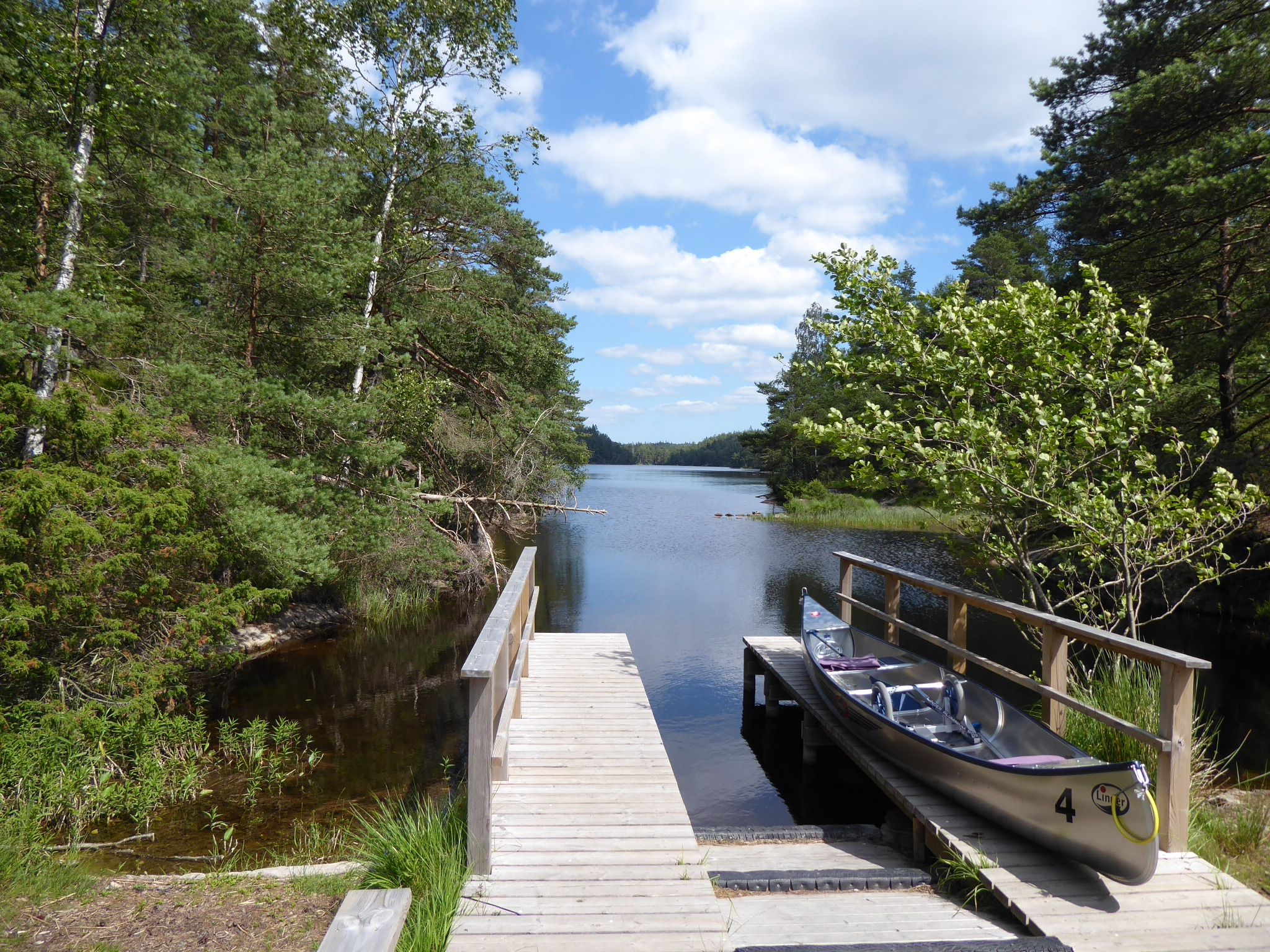
Stora Stentjärnens förbindelse med Skyrsjön i juni 2024.